# 里瓦纳扎诺
里瓦纳扎诺（義大利語：Rivanazzano），是意大利帕维亚省的一个市镇。总面积29.04平方公里，人口5135人，人口密度176.8人/平方公里（2009年）。国家统计（ISTAT）代码为018122。